# Últim estiu
Últim estiu (títol original Dernier Été) és una pel·lícula francesa dirigida per Robert Guédiguian i Frank Le Wita, estrenada el 1981.Ha estat subtitulada en català.

## Sinopsi
Gilbert i els seus amics, que són de l'Estaca (Marsella), es troben amb dificultats perquè les fàbriques de la regió estan tancant. Passen l'estona posant-se el 51, donen cops de puny de bon grat, cometen un petit robatori, van a la platja, intenten coquetejar...

## Repartiment
- Gérard Meylan: Gilbert
- Ariane Ascaride: Josiane
- Jean-Pierre Moreno: Mario
- Djamal Bouanane: Banane
- Malek Hamzaoui: El mut
- Jim Sortino: Boule
- Jean Vasquez: pare de Gilbert
- Grégoire Guediguian: pare de Josiane
- Elise Garro: mare de Josiane
- Joëlle Modola: Martine
- Karim Hamzaoui: El noi jove